# Jamie Zawinski
Jamie W. Zawinski, também conhecido como JWZ, trata-se de um dos mais conhecidos programadores Netscape e do Lucid Emacs (atual XEmacs), ou simplesmente o autor do Xscreensaver e mais uma série de outros produtos.

## Xcreensaver× Microsoft
Embora JWZ se recuse terminantemente (por razões estritamente pessoais) a fazer uma versão do Xcreensaver para a plataforma Windows, o programador canadense Darren Stone criou uma versão que, salvo alguns pequenos defeitos, roda perfeitamente no sistema operacional da Microsoft, inclusive no Windows XP SP2.